# Faragó Sándor (színművész, 1886–1933)
Faragó Sándor másként Fabényi, névváltozatok: Fabinyi, Fridmann, született Friedman (Miskolc, 1886. június 9. – Budapest, 1933. augusztus 23.) színész, színigazgató.

## Életútja
Friedman Sámuel és Löbl Róza fiaként született. Rákosi Szidi színiiskoláját végezte el, majd egy évig a Magyar Színház ösztöndíjas tagja lett. Ezután Palágyi Lajos, a Miskolci Nemzeti Színház igazgatója szerződtette, ahol öt éven át működött. 1922-ben a Székesfehérvár-Kaposvár színi kerület igazgatója volt. Felesége, nagykereki Menszáros Margit színésznő 1923. április 22-én elhunyt. Ezután 1924. május 24-én Veszprémben házasságot kötött a nála 13 évvel fiatalabb Gunst Irénnel. 1928 áprilisában csődbe ment, és lemondott az igazgatásról, ezt követően Pápán könyvkereskedő lett. 1928. július 18-án feleségül vette Goldberg Irmát.
A fővárosi Szent János Kórházban hunyt el 1933-ban, 47 évesen, halálát tüdőgümőkór okozta. A Kozma utcai izraelita temetőben nyugszik.

## Művei
- A színház művészalbuma. 1916–1917. Szerk.: Faragó Sándor. Miskolc, [1916]. Klein–Ludwig ny.[12]